# FIS Ladies Grand Tournee 1999
FIS Ladies Grand Tournee 1999 (niem. 1. FIS-Ladies-Grand-Tournee) – pierwsza edycja FIS Ladies Winter Tournee, przeprowadzona w sezonie 1998/1999 na skoczniach w Niemczech i Austrii. 
Początek turnieju nastąpił 7 lutego 1999, podczas zawodów na skoczni w Braunlage. Następnie, 10 lutego 1999 rozegrano konkurs w Baiersbronn, a 13 lutego w Schönwaldzie. Po raz czwarty skoczkinie rywalizowały 17 lutego w Breitenbergu. Turniej zakończył się 19 lutego konkursem na obiekcie w Ramsau. 
Pierwszy konkurs wygrała Michaela Schmidt, w trzech kolejnych zawodach zwyciężyła Sandra Kaiser, a ostatnie zmagania wygrała Karla Keck. Pierwszą zwyciężczynią turnieju została Sandra Kaiser, która zdobyła najwięcej punktów w klasyfikacji łącznej FIS Ladies Grand Tournee. Na drugim stopniu podium w generalnej klasyfikacji turnieju stanęła Karla Keck, a na trzecim – Daniela Iraschko.
W cyklu wystartowało łącznie 29 zawodniczek z dziewięciu narodowych reprezentacji.

## Tło
Do 1998 roku Międzynarodowa Federacja Narciarska nie organizowała żadnych konkursów kobiecych. Zdarzało się jednak, że skoczkinie startowały w roli przedskoczków w zawodach mężczyzn lub występowały jako zawodniczki, ale nie były klasyfikowane. W styczniu 1998 w Sankt Moritz odbyły się nieoficjalne mistrzostwa świata juniorek, które są uznawane za pierwsze międzynarodowe zawody kobiece. W marcu tego samego roku odbyły się natomiast pierwsze seniorskie zawody kobiet pod egidą Międzynarodowej Federacji Narciarskiej – dwa konkursy Pucharu Kontynentalnego w Schönwaldzie. W kolejnym sezonie po raz pierwszy zorganizowano FIS Ladies Grand Tournee, będący pierwszym międzynarodowym cyklem zawodów kobiet, rozgrywanym przez Międzynarodową Federację Narciarską.

## Zasady
Zasady obowiązujące w FIS Ladies Grand Tournee są takie same, jak podczas zawodów Pucharu Świata, czy Pucharu Kontynentalnego.
Do klasyfikacji generalnej FIS Ladies Grand Tournee zaliczane były noty punktowe zdobyte przez zawodniczki podczas konkursów.
Skoki oceniane były w taki sam sposób, jak podczas zawodów Pucharu Świata, czy Pucharu Kontynentalnego. Za osiągnięcie odległości równej punktowi konstrukcyjnemu zawodniczka otrzymywała 60 punktów. Za każdy dodatkowy metr uzyskiwała dodatkowo 2 punkty, i analogicznie za każdy metr poniżej punktu K minus 2 punkty. Ponadto, styl skoku i lądowania podlegał ocenie przez pięciu sędziów wybranych przez FIS, którzy mogli przyznać maksymalnie po 20 punktów. Dwie skrajne noty (najwyższa i najniższa) nie wliczane były do noty końcowej.

## Skocznie
Konkursy FIS Ladies Grand Tournee w 1999 przeprowadzone zostały na pięciu skoczniach narciarskich – Wurmbergschanze w Braunlage, Große Ruhestein w Baiersbronn, Adlerschanze w Schönwald, Baptist-Kitzlinger-Schanze w Breitenbergu oraz Mattensprunganlage w Ramsau. Wszystkie obiekty były skoczniami normalnymi.
|  | Nazwa skoczni              | Miejscowość | Punkt K | Punkt jury | Rekord skoczni | Rekord skoczni   | Rekord skoczni |
|  | -------------------------- | ----------- | ------- | ---------- | -------------- | ---------------- | -------------- |
|  | Wurmbergschanze            | Braunlage   | K-83    | 100,0 m    | 90,5 m         | Jaroslav Kahánek | 1997           |
|  | Große Ruhestein            | Baiersbronn | K-85    | 100,0 m    | 90,0 m         | Dieter Thoma     | 15.02.1997     |
|  | Adlerschanze               | Schönwald   | K-85    | 93,0 m     | 93,5 m         | Robert Křenek    | 07.03.1998     |
|  | Baptist-Kitzlinger-Schanze | Breitenberg | K-75    | 82,0 m     | 81,0 m         | Michael Uhrmann  | 09.09.1994     |
|  | Mattensprunganlage         | Ramsau      | K-90    | 98,0 m     | b.d.           | b.d.             | b.d.           |

## Jury
Głównymi dyrektorami konkursów w ramach FIS Ladies Grand Tournee byli kolejno: Hannes Westphal, Hans-Georg Schmidt, Helmut Weinberger oraz Paul Ganzenhuber. Sędzią technicznym podczas pierwszego konkursu w Braunlage był Räto Wohlwend, a jego asystentem – Jerzy Bielawa. W zawodach na skoczni Adlerschanze sędzią technicznym był Hans Pressl, a asystował mu Wilfried Birkenstamm. W następnym konkursie funkcję sędziego technicznego sprawował ponownie Hans Pressl, a jego pomocnikiem był Alois Uhrmann. W ostatnim konkursie – w Ramsau, przedstawicielem z ramienia FIS był Walter Hofer, natomiast sędzią technicznym Ueli Forrer, a jego asystentem – Sandro Dalle-Ave
W poniższej tabeli znajduje się zestawienie wszystkich sędziów, którzy oceniali styl skoków podczas konkursów FIS Ladies Grand Tournee 1999 wraz z zajmowanymi przez nich miejscami na wieży sędziowskiej.
| Sędzia                | Kraj              | Stanowisko na wieży sędziowskiej | Stanowisko na wieży sędziowskiej | Stanowisko na wieży sędziowskiej | Stanowisko na wieży sędziowskiej | Stanowisko na wieży sędziowskiej |
| Sędzia                | Kraj              | Braunlage                        | Baiersbronn                      | Schönwald                        | Breitenberg                      | Ramsau                           |
| --------------------- | ----------------- | -------------------------------- | -------------------------------- | -------------------------------- | -------------------------------- | -------------------------------- |
| Gert Aigmüller        | Austria           | –                                | b.d.                             | –                                | –                                | D                                |
| Dietmar Aschenbach    | Niemcy            | B                                | b.d.                             | –                                | –                                | –                                |
| Wilfried Birkenstamm  | Niemcy            | –                                | b.d.                             | B                                | –                                | –                                |
| Kazimierz Długopolski | Polska            | –                                | b.d.                             | –                                | –                                | A                                |
| Oto Giacomelli        | Słowenia          | –                                | b.d.                             | –                                | –                                | E                                |
| Josef Haugeneder      | Niemcy            | –                                | b.d.                             | –                                | E                                | –                                |
| Hansjörg Hermann      | Niemcy            | –                                | b.d.                             | E                                | –                                | –                                |
| Marianne Hermann      | Niemcy            | –                                | b.d.                             | D                                | –                                | –                                |
| Elmar Hilgart         | Niemcy            | –                                | b.d.                             | –                                | B                                | –                                |
| Daniel Johnson        | Stany Zjednoczone | –                                | b.d.                             | –                                | –                                | B                                |
| Helmut Masopust       | Niemcy            | C                                | b.d.                             | –                                | –                                | –                                |
| Horst Maurer          | Niemcy            | –                                | b.d.                             | –                                | A                                | –                                |
| Erkki Mäntyniemi      | Finlandia         | –                                | b.d.                             | –                                | –                                | C                                |
| Wolfgang Pazina       | Niemcy            | A                                | b.d.                             | –                                | –                                | –                                |
| Wilhelm Putz          | Austria           | D                                | b.d.                             | –                                | –                                | –                                |
| Klaus Ringwald        | Niemcy            | –                                | b.d.                             | A                                | –                                | –                                |
| Manfred Rink          | Niemcy            | E                                | b.d.                             | –                                | –                                | –                                |
| Sandra Spitz          | Niemcy            | –                                | b.d.                             | C                                | –                                | –                                |
| Helmut Weinberger     | Niemcy            | –                                | b.d.                             | –                                | C                                | –                                |
| Paul Wölfl            | Niemcy            | –                                | b.d.                             | –                                | D                                | –                                |

## Podium klasyfikacji łącznej
| Zawodniczka      | Braunlage | Braunlage | Braunlage | Baiersbronn | Baiersbronn | Baiersbronn | Schönwald | Schönwald | Schönwald | Breitenberg | Breitenberg | Breitenberg | Ramsau | Ramsau | Ramsau | Nota łączna | Strata |
| Zawodniczka      | Skok 1    | Skok 2    | Nota      | Skok 1      | Skok 2      | Nota        | Skok 1    | Skok 2    | Nota      | Skok 1      | Skok 2      | Nota        | Skok 1 | Skok 2 | Nota   | Nota łączna | Strata |
| ---------------- | --------- | --------- | --------- | ----------- | ----------- | ----------- | --------- | --------- | --------- | ----------- | ----------- | ----------- | ------ | ------ | ------ | ----------- | ------ |
| Sandra Kaiser    | 60,0 m    | –         | 57,0      | 83,5 m      | 84,5 m      | 215,0       | 80,0 m    | 80,5 m    | 211,0     | 78,0 m      | 78,5 m      | 238,8       | 64,0 m | –      | 46,0   | 767,8       | –      |
| Karla Keck       | 69,0 m    | –         | 79,5      | 79,0 m      | 81,0 m      | 200,5       | 79,0 m    | 82,0 m    | 210,0     | 66,0 m      | 73,5 m      | 193,9       | 68,5 m | –      | 58,0   | 741,9       | 25,9   |
| Daniela Iraschko | 65,5 m    | –         | 74,5      | 75,5 m      | 76,5 m      | 190,0       | 79,5 m    | 75,5 m    | 201,5     | 64,5 m      | 73,5 m      | 197,1       | 57,0 m | –      | 34,5   | 697,6       | 70,2   |

## Przebieg zawodów

### Braunlage

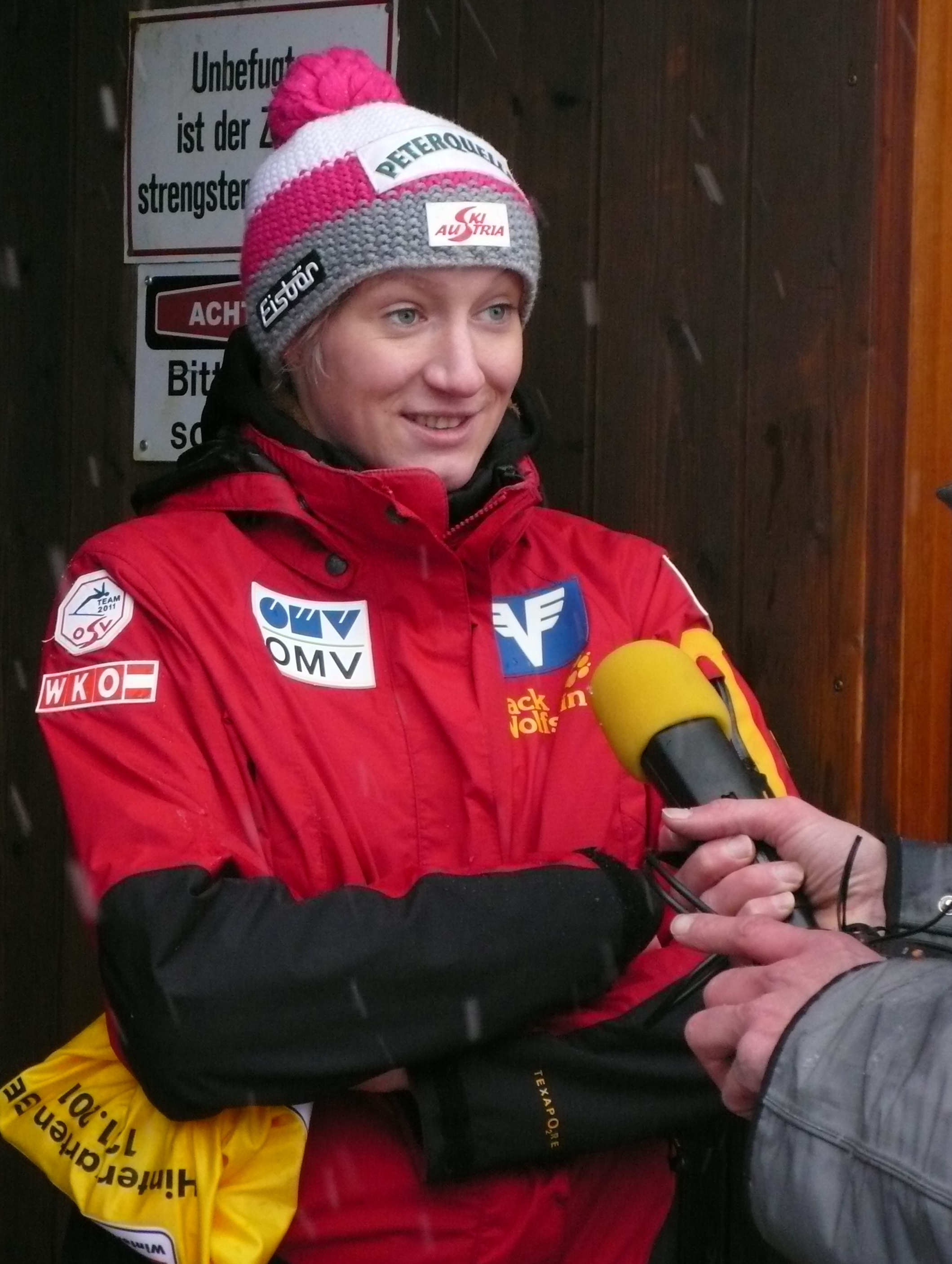
Daniela Iraschko – trzecia zawodniczka pierwszego konkursu FIS Ladies Grand Tournee w Braunlage.

Pierwszy z konkursów, przeprowadzony w ramach FIS Ladies Grand Tournee, odbył się na obiekcie normalnym w Braunlage. W pierwszej serii konkursowej żadnej zawodniczce nie udało się uzyskać odległości powyżej punktu konstrukcyjnego. Najbliżej osiągnięcia tego wyniku była Michaela Schmidt, która oddała najdłuższy skok pierwszej serii (71,0 m). Drugą odległość serii uzyskała Karla Keck (69,0 m) i plasowała się na drugim miejscu. Trzecie miejsce po pierwszej serii zajmowała natomiast Daniela Iraschko po skoku na 65,5 metra. 
7 lutego w Braunlage były następujące warunki: temperatura wynosiła ok. –4,0 °C i występowały lekkie opady śniegu. Pomimo tego druga seria nie została przeprowadzona i dlatego kolejność po pierwszej serii została uznana za ostateczną –zwyciężczynią zawodów została Michaela Schmidt, drugie miejsce zajęła Karla Keck, a trzecia była Daniela Iraschko.

#### Wyniki zawodów (07.02.1999)
| 1.  | Michaela Schmidt | Niemcy            | 71,0 | 83,5 | 83,5 |
| 2.  | Karla Keck       | Stany Zjednoczone | 69,0 | 79,5 | 79,5 |
| 3.  | Daniela Iraschko | Austria           | 65,5 | 74,5 | 74,5 |
| 4.  | Izumi Yamada     | Japonia           | 65,5 | 67,0 | 67,0 |
| 5.  | Tanja Volčjak    | Słowenia          | 59,0 | 59,0 | 59,0 |
| 6.  | Yoshiko Kasai    | Japonia           | 59,5 | 58,0 | 58,0 |
| 7.  | Sandra Kaiser    | Austria           | 60,0 | 57,0 | 57,0 |
| 8.  | Erika Westlund   | Szwecja           | 59,0 | 56,5 | 56,5 |
| 9.  | Heidi Roth       | Niemcy            | 58,5 | 53,0 | 53,0 |
| 10. | Helena Olsson    | Szwecja           | 54,0 | 44,0 | 44,0 |
| 11. | Kristin Schmidt  | Niemcy            | 52,5 | 41,0 | 41,0 |
| 12. | Eva Ganster      | Austria           | 54,0 | 39,5 | 39,5 |
| 13. | Johanna Junka    | Szwecja           | 50,5 | 37,0 | 37,0 |
| 14. | Linda Eriksson   | Szwecja           | 47,0 | 28,5 | 28,5 |
| 15. | Maria Östrand    | Szwecja           | 43,0 | 19,0 | 19,0 |

### Baiersbronn

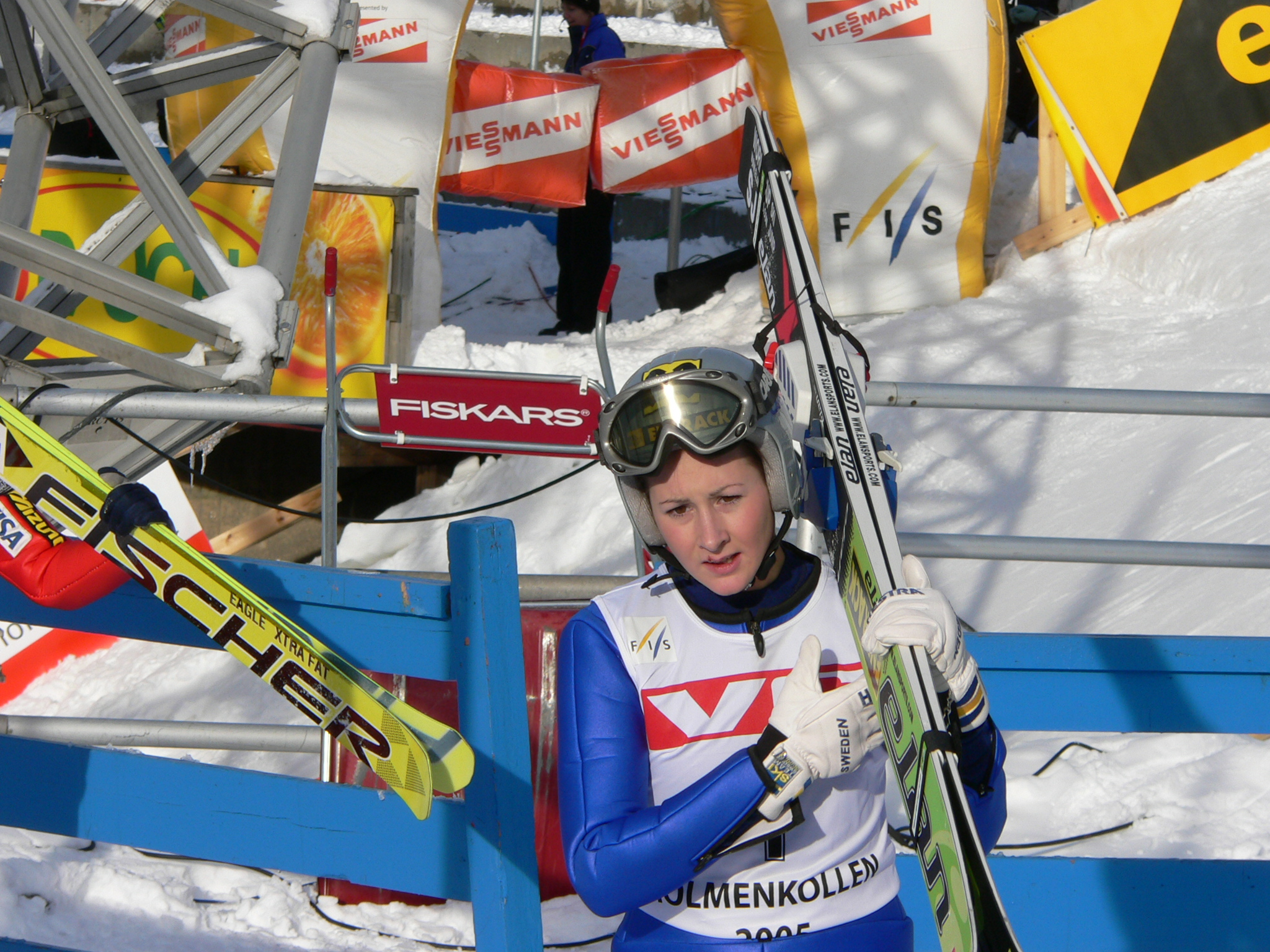
Helena Olsson – druga zawodniczka konkursu w Baiersbronn.

Podczas treningu przed zawodami Michaela Schmidt, zwyciężczyni z Braunlage, odniosła kontuzję i musiała zrezygnować ze startu w następnych konkursach serii.
Drugimi zawodami rozegranymi w ramach FIS Ladies Grand Tournee był konkurs w Baiersbronn. W pierwszej serii żadnej zawodniczce nie udało się przekroczyć punktu konstrukcyjnego skoczni Große Ruhestein, umiejscowionego na 85. metrze. Najdłuższe odległości uzyskały: Austriaczka Sandra Kaiser i Szwedka Heleną Olsson – obie skoczyły po 83,5 metra. Kaiser otrzymała noty sędziowskie po 16 punktów, a Olsson po 18 punktów i w efekcie to reprezentantka Szwecji była liderką po pierwszej serii. Na trzecim miejscu plasowała się Austriaczka Eva Ganster. Wszystkie zawodniczki które plasowały się w pierwszej trójce, uzyskały notę wyższą niż 100 punktów.
W drugiej serii najbliżej osiągnięcia punktu konstrukcyjnego była Sandra Kaiser, która uzyskała 84,5 metra i powiększyła przewagę nad drugą Heleną Olsson. Karla Keck dzięki drugiej odległości w serii finałowej (81,0 m), awansowała na trzecie miejsce i tym samym wyprzedziła Evę Ganster.

#### Wyniki zawodów (10.02.1999)
| 1.  | Sandra Kaiser      | Austria           | 83,5 | 106,0 | 84,5 | 109,0 | 215,0 |
| 2.  | Helena Olsson      | Szwecja           | 83,5 | 112,0 | 75,0 | 94,5  | 206,5 |
| 3.  | Karla Keck         | Stany Zjednoczone | 79,0 | 98,0  | 81,0 | 102,5 | 200,5 |
| 4.  | Eva Ganster        | Austria           | 80,0 | 105,0 | 74,5 | 90,5  | 195,5 |
| 5.  | Daniela Iraschko   | Austria           | 75,5 | 94,0  | 76,5 | 96,0  | 190,0 |
| 6.  | Yoshiko Kasai      | Japonia           | 75,0 | 89,5  | 75,0 | 90,5  | 180,0 |
| 7.  | Izumi Yamada       | Japonia           | 76,5 | 93,0  | 68,5 | 77,5  | 170,5 |
| 8.  | Elizabeth Szotyori | Stany Zjednoczone | 69,0 | 75,0  | 72,5 | 81,5  | 156,5 |
| 8.  | Kristin Schmidt    | Niemcy            | 66,0 | 72,0  | 72,0 | 84,5  | 156,5 |
| 10. | Heidi Roth         | Niemcy            | 70,0 | 78,0  | 65,0 | 66,0  | 144,0 |
| 11. | Erika Westlund     | Szwecja           | 56,0 | 46,5  | 68,0 | 71,5  | 118,0 |
| 12. | Linda Erksson      | Szwecja           | 59,5 | 54,0  | 60,0 | 55,0  | 109,0 |
| 13. | Veronica Mhyra     | Stany Zjednoczone | 63,5 | 63,0  | 56,5 | 45,5  | 108,5 |
| 14. | Johanna Junka      | Szwecja           | 58,0 | 51,5  | 59,0 | 53,5  | 105,0 |
| 15. | Molly Stone        | Stany Zjednoczone | 51,5 | 40,0  | 56,0 | 48,5  | 88,5  |
| 16. | Marie Pierre Morin | Kanada            | 52,5 | 41,5  | 52,5 | 41,0  | 82,5  |

### Schönwald

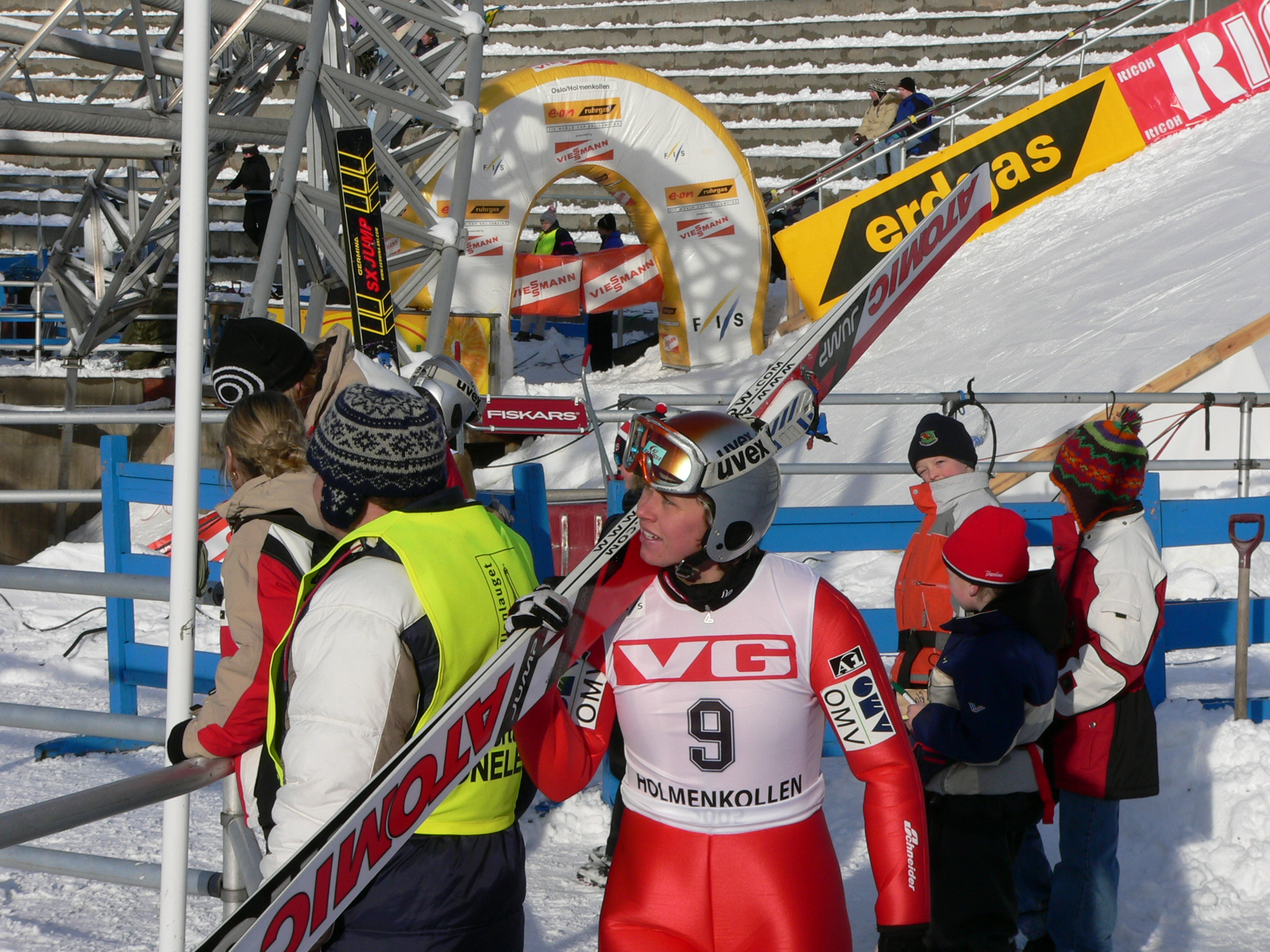
Eva Ganster – czwarta zawodniczka konkursu w Baiersbronn.

13 lutego w Schönwaldzie panowały następujące warunki atmosferyczne do oddawania skoków: duże opady śniegu oraz wiatr od 3 do 5 metrów na sekundę, przy temperaturze –10,0 °C, pozwoliły na przeprowadzenie dwuseryjnego konkursu skoków.
W pierwszej serii najdłuższy skok oddała Austriaczka Sandra Kaiser, która uzyskała 80 metrów, jednak dzięki lepszym notom za styl wyprzedziła ją jej rodaczka Daniela Iraschko, która skoczyła pół metra bliżej. Trzecia po pierwszej serii była Eva Ganster, która traciła 1,5 punktu do pierwszej zawodniczki. 
W drugiej serii najdalej lądowała Amerykanka Karla Keck (82,0 m), dzięki czemu awansowała na drugą pozycję w klasyfikacji konkursu. O 1,5 metra bliżej skoczyła Sandra Kaiser, która wygrała konkurs, natomiast prowadząca po pierwszej serii – Daniela Iraschko po krótszym skoku spadła na trzecią pozycję.

#### Wyniki zawodów (13.02.1999)
| 1.  | Sandra Kaiser      | Austria           | 80,0 | 103,0 | 80,5 | 108,0 | 211,0 |
| 2.  | Karla Keck         | Stany Zjednoczone | 79,0 | 101,5 | 82,0 | 108,5 | 210,0 |
| 3.  | Daniela Iraschko   | Austria           | 79,5 | 103,5 | 75,5 | 98,0  | 201,5 |
| 4.  | Eva Ganster        | Austria           | 77,0 | 102,0 | 75,0 | 97,5  | 199,5 |
| 5.  | Heli Pomell        | Finlandia         | 75,0 | 95,5  | 76,0 | 96,5  | 192,0 |
| 6.  | Yoshiko Kasai      | Japonia           | 74,5 | 93,0  | 74,5 | 93,5  | 186,5 |
| 7.  | Izumi Yamada       | Japonia           | 73,0 | 89,0  | 76,0 | 94,5  | 183,5 |
| 8.  | Helena Olsson      | Szwecja           | 77,0 | 100,0 | 69,0 | 82,0  | 182,0 |
| 9.  | Tanja Volčjak      | Słowenia          | 66,0 | 76,5  | 76,5 | 98,5  | 175,0 |
| 10. | Satu Timonen       | Finlandia         | 63,0 | 69,5  | 71,0 | 87,0  | 156,5 |
| 11. | Elizabeth Szotyori | Stany Zjednoczone | 67,0 | 76,0  | 65,5 | 74,5  | 150,5 |
| 12. | Line Jahr          | Norwegia          | 65,0 | 73,0  | 65,0 | 74,0  | 147,0 |
| 13. | Lindsey Van        | Stany Zjednoczone | 63,0 | 68,0  | 65,5 | 74,5  | 142,5 |
| 14. | Kristin Schmidt    | Niemcy            | 63,5 | 70,5  | 63,0 | 68,5  | 139,0 |
| 15. | Veronica Mhyra     | Stany Zjednoczone | 63,5 | 66,5  | 65,0 | 71,5  | 138,0 |
| 16. | Erika Westlund     | Szwecja           | 65,0 | 72,0  | 52,5 | 62,0  | 134,0 |
| 17. | Heidi Roth         | Niemcy            | 60,0 | 63,0  | 65,0 | 69,0  | 132,0 |
| 18. | Molly Stone        | Stany Zjednoczone | 56,0 | 53,0  | 58,0 | 57,0  | 110,0 |
| 19. | Catharina Tikka    | Szwecja           | 53,5 | 43,0  | 61,0 | 59,0  | 102,0 |
| 19. | Marie Pierre Morin | Kanada            | 56,0 | 55,5  | 52,0 | 46,5  | 102,0 |
| 21. | Kristiina Suokas   | Finlandia         | 52,0 | 41,0  | 60,5 | 60,5  | 101,5 |
| 22. | Camilla Larsson    | Szwecja           | 52,0 | 42,0  | 56,0 | 49,5  | 91,5  |
| 23. | Marianne Uusitalo  | Finlandia         | 54,0 | 45,0  | 52,0 | 40,5  | 85,5  |
| 24. | Johanna Junka      | Szwecja           | 53,0 | 43,0  | 52,0 | 40,0  | 83,0  |
| 25. | Linda Eriksson     | Szwecja           | 46,0 | 26,0  | 54,0 | 45,5  | 71,5  |
| 26. | Maria Östrand      | Szwecja           | 51,0 | 36,5  | 45,0 | 25,5  | 62,0  |

### Breitenberg

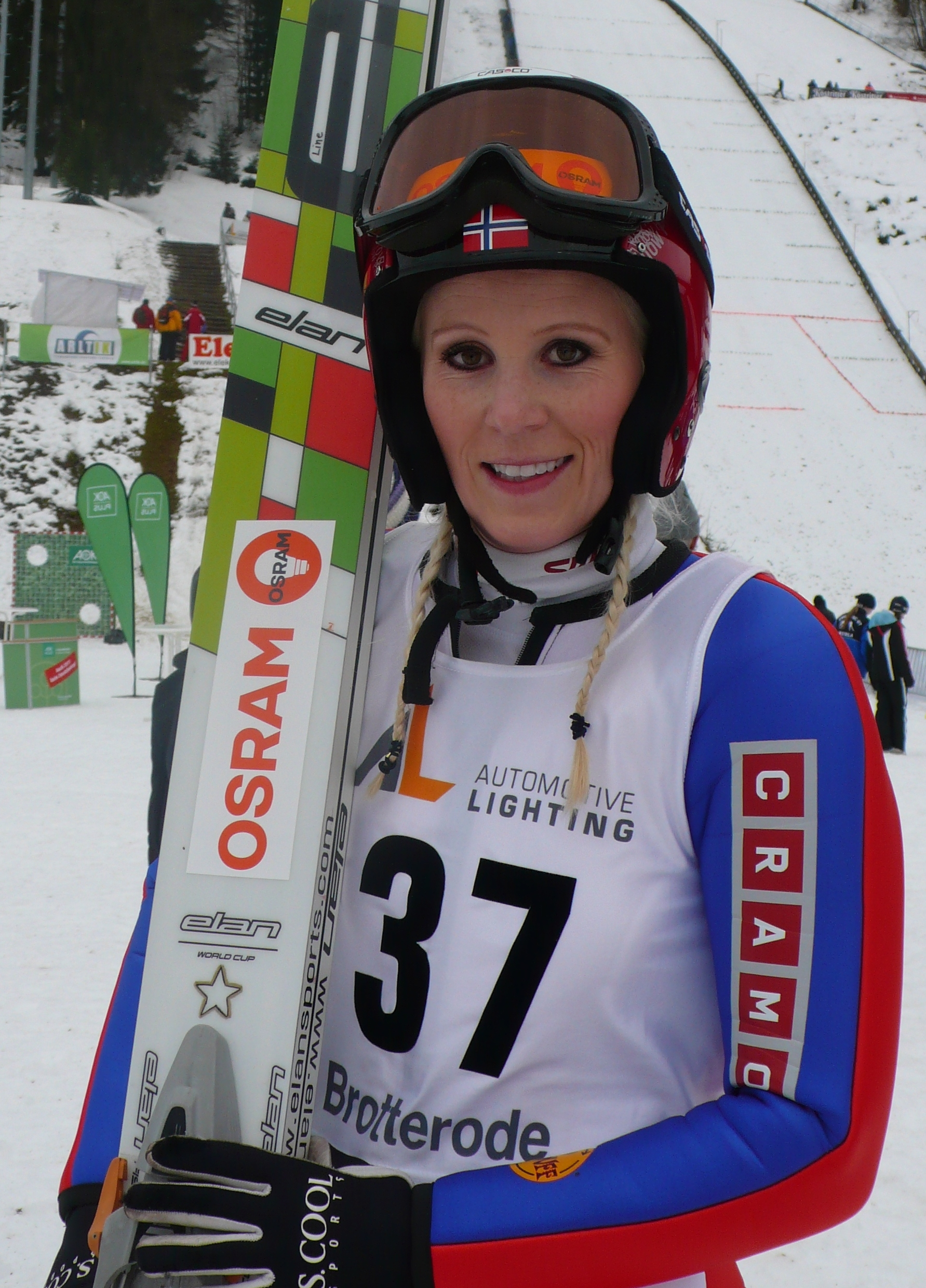
Line Jahr – najlepsza z Norweżek, piętnasta zawodniczka konkursu FIS Ladies Grand Tournee w Breitenbergu.

W ostatnim niemieckim konkursie rozegranym w Breitenbergu, panowały następujące warunki do oddawania skoków – 0 °C, zachmurzenie i opady śniegu.
W pierwszej serii konkursowej Sandra Kaiser i Helena Olsson przekroczyły punkt konstrukcyjny, uzyskując odpowiednio 78 i 77,5 metra. Trzecią odległość uzyskały ex aequo Eva Ganster i Izumi Yamada (70,5 m). Liderką po pierwszej rundzie była Kaiser, na drugim miejscu plasowała się Olsson, a na trzecim – Ganster.
W serii finałowej większości zawodniczek udało się osiągnąć lepsze rezultaty niż w pierwszej serii. Wśród nich była między innymi Eva Ganster, która uzyskała względem pierwszej serii cztery metry lepszy rezultat, dzięki czemu awansowała na drugie miejsce w klasyfikacji końcowej zawodów. Słabszą próbę zaliczyła Helena Olsson i w wyniku tego spadła na trzecie miejsce, pomimo że w pierwszej rundzie miała ponad 12 punktów przewagi nad Austriaczką. Zawody wygrała prowadząca po pierwszej serii Sandra Kaiser.

#### Wyniki zawodów (17.02.1999)
| 1.  | Sandra Kaiser      | Austria           | 78,0 | 119,6 | 78,5 | 119,2 | 238,8 |
| 2.  | Eva Ganster        | Austria           | 70,5 | 103,6 | 74,5 | 113,9 | 217,5 |
| 3.  | Helena Olsson      | Szwecja           | 77,5 | 116,0 | 69,5 | 99,9  | 215,9 |
| 4.  | Izumi Yamada       | Japonia           | 70,5 | 101,1 | 71,5 | 103,3 | 204,4 |
| 5.  | Daniela Iraschko   | Austria           | 64,5 | 88,4  | 73,5 | 108,7 | 197,1 |
| 6.  | Karla Keck         | Stany Zjednoczone | 66,0 | 86,7  | 73,5 | 107,2 | 193,9 |
| 7.  | Tanja Volčjak      | Słowenia          | 69,5 | 100,9 | 65,0 | 90,5  | 191,4 |
| 8.  | Lindsey Van        | Stany Zjednoczone | 64,0 | 88,8  | 68,5 | 96,7  | 185,5 |
| 9.  | Heli Pomell        | Finlandia         | 65,0 | 90,5  | 64,0 | 87,3  | 177,8 |
| 10. | Yoshiko Kasai      | Japonia           | 60,0 | 75,0  | 68,0 | 95,6  | 170,6 |
| 11. | Kristin Schmidt    | Niemcy            | 63,0 | 83,6  | 63,5 | 86,2  | 169,8 |
| 12. | Elizabeth Szotyori | Stany Zjednoczone | 63,0 | 84,1  | 63,0 | 81,6  | 165,7 |
| 13. | Heidi Roth         | Niemcy            | 62,0 | 77,4  | 65,0 | 87,5  | 164,9 |
| 14. | Satu Timonen       | Finlandia         | 65,0 | 88,5  | 71,0 | 68,5  | 159,5 |
| 15. | Line Jahr          | Norwegia          | 58,0 | 67,1  | 56,0 | 64,7  | 131,8 |
| 16. | Linda Eriksson     | Szwecja           | 55,0 | 62,5  | 55,5 | 64,1  | 126,6 |
| 17. | Johanna Junka      | Szwecja           | 54,0 | 61,3  | 55,0 | 64,0  | 125,3 |
| 18. | Catharina Tikka    | Szwecja           | 53,5 | 53,7  | 58,0 | 68,1  | 121,8 |
| 19. | Camilla Larsson    | Szwecja           | 53,0 | 57,1  | 55,0 | 62,5  | 119,6 |
| 20. | Veronica Mhyra     | Stany Zjednoczone | 54,5 | 57,4  | 55,0 | 60,5  | 117,9 |
| 21. | Erika Westlund     | Szwecja           | 56,0 | 66,7  | 49,5 | 49,9  | 116,6 |
| 22. | Kristiina Suokas   | Finlandia         | 51,0 | 52,2  | 54,5 | 61,4  | 123,6 |
| 23. | Molly Stone        | Stany Zjednoczone | 48,5 | 48,2  | 49,0 | 50,3  | 98,5  |
| 24. | Marianne Uusitalo  | Finlandia         | 47,0 | 41,9  | 47,0 | 44,9  | 86,8  |
| 25. | Marie Pierre Morin | Kanada            | 44,0 | 39,8  | 47,0 | 43,9  | 83,7  |
| 26. | Linda Achorner     | Austria           | 48,5 | 43,2  | 46,0 | 36,2  | 79,4  |
| 27. | Maria Östrand      | Szwecja           | 39,0 | 23,8  | 38,0 | 24,6  | 48,4  |
| 28. | Monika Sørensen    | Norwegia          | 35,0 | 8,5   | 37,0 | 14,4  | 22,9  |

### Ramsau

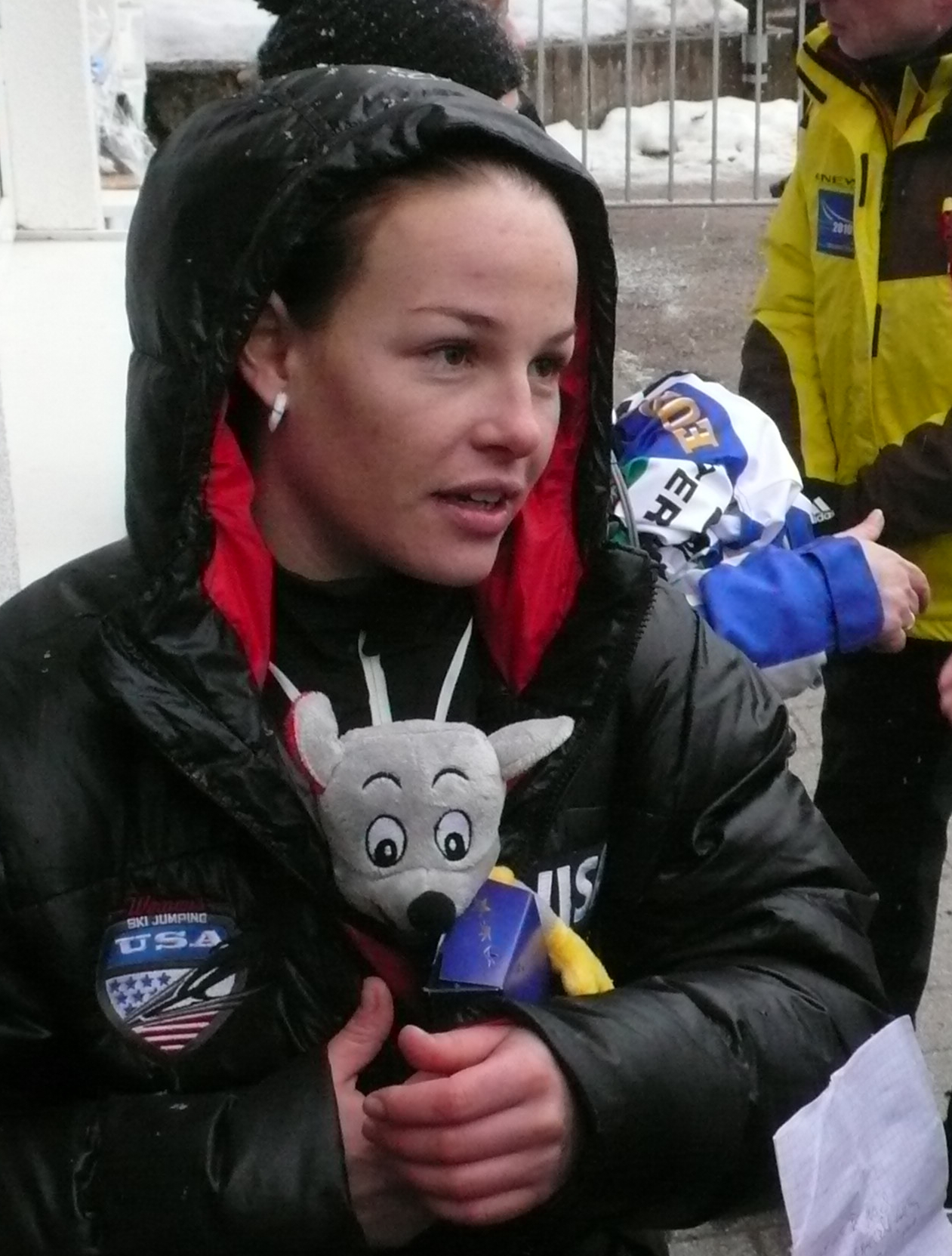
Lindsey Van – czwarta zawodniczka konkursu FIS Ladies Grand Tournee w Ramsau.

Ostatni konkurs w Ramsau, został rozegrany na dwa dni przed mistrzostwami świata w narciarstwie klasycznym. W związku z powyższym, delegatem z ramienia FIS był Walter Hofer, który obserwował przebieg zawodów. Podczas rywalizacji panowały następujące warunki do skakania – temperatura powietrza wynosiła +0,3 °C, a temperatura śniegu –0,8 °C, występowały też opady śniegu.
W pierwszej serii konkursowej jedna zawodniczka – Karla Keck uzyskała dodatnią notę punktową za osiągnięty dystans, pozostałe zawodniczki uzyskały punkty ujemne. Keck osiągnęła 68,5 metra, co było najlepszym wynikiem serii, drugi skoki pod względem odległości uzyskała Sandra Kaiser (64,0 m), a trzeci – Kristin Schmidt (59,0 m), która jednak, z powodu not sędziowskich po 16 punktów, przegrała z Evą Ganster, która skoczyła pół metra bliżej. Kolejność po pierwszej serii wyglądała zatem następująco: Keck, Kaiser, Ganster.
Druga seria nie została rozegrana, w związku z czym wyniki po pierwszej serii, zostały uznane za wyniki ostateczne.

#### Wyniki zawodów (19.02.1999)
| 1.  | Karla Keck         | Stany Zjednoczone | 68,5 | 58,0  | 58,0  |
| 2.  | Sandra Kaiser      | Austria           | 64,0 | 46,0  | 46,0  |
| 3.  | Eva Ganster        | Austria           | 58,5 | 37,5  | 37,5  |
| 4.  | Lindsey Van        | Stany Zjednoczone | 57,5 | 36,5  | 36,5  |
| 4.  | Kristin Schmidt    | Niemcy            | 59,0 | 36,5  | 36,5  |
| 6.  | Heli Pomell        | Finlandia         | 57,0 | 35,0  | 35,0  |
| 7.  | Daniela Iraschko   | Austria           | 57,0 | 34,5  | 34,5  |
| 8.  | Tanja Volčjak      | Słowenia          | 57,0 | 33,5  | 33,5  |
| 9.  | Yoshiko Kasai      | Japonia           | 56,0 | 30,0  | 30,0  |
| 10. | Elizabeth Szotyori | Stany Zjednoczone | 54,0 | 26,5  | 26,5  |
| 11. | Heidi Roth         | Niemcy            | 55,0 | 26,0  | 26,0  |
| 12. | Helena Olsson      | Szwecja           | 52,0 | 22,5  | 22,5  |
| 13. | Molly Stone        | Stany Zjednoczone | 50,5 | 18,5  | 18,5  |
| 14. | Line Jahr          | Norwegia          | 50,0 | 17,5  | 17,5  |
| 15. | Satu Timonen       | Finlandia         | 48,5 | 14,0  | 14,0  |
| 16. | Marie Pierre Morin | Kanada            | 48,0 | 13,5  | 13,5  |
| 17. | Johanna Junka      | Szwecja           | 48,0 | 9,5   | 9,5   |
| 17. | Erika Westlund     | Szwecja           | 48,0 | 9,5   | 9,5   |
| 19. | Camilla Larsson    | Szwecja           | 48,5 | 9,0   | 9,0   |
| 20. | Catharina Tikka    | Szwecja           | 49,0 | 8,5   | 8,5   |
| 20. | Linda Eriksson     | Szwecja           | 47,0 | 8,5   | 8,5   |
| 22. | Izumi Yamada       | Japonia           | 49,0 | 7,0   | 7,0   |
| 23. | Veronica Mhyra     | Stany Zjednoczone | 46,0 | 4,5   | 4,5   |
| 24. | Marianne Uusitalo  | Finlandia         | 46,0 | 4,0   | 4,0   |
| 25. | Linda Achorner     | Austria           | 44,5 | 3,0   | 3,0   |
| 26. | Maria Östrand      | Szwecja           | 42,5 | –1,0  | –1,0  |
| 27. | Monika Sørensen    | Norwegia          | 40,5 | –10,5 | –10,5 |

## Klasyfikacja generalna turnieju
Poniżej znajduje się końcowa klasyfikacja FIS Ladies Grand Tournee 1999 po przeprowadzeniu pięciu konkursów. Łącznie, w tej edycji FIS Ladies Grand Tournee sklasyfikowanych zostało 29 zawodniczek z dziewięciu państw.
| Miejsce | Zawodniczka        | Braunlage | Baiersbronn | Schönwald  | Breitenberg | Ramsau     | Punkty | Strata do liderki |
| ------- | ------------------ | --------- | ----------- | ---------- | ----------- | ---------- | ------ | ----------------- |
| 01.     | Sandra Kaiser      | 57,0 (7)  | 215,0 (1)   | 211,0 (1)  | 238,8 (1)   | 46,0 (2)   | 767,8  | 0–                |
| 02.     | Karla Keck         | 79,5 (2)  | 200,5 (3)   | 210,0 (2)  | 193,9 (6)   | 58,0 (1)   | 741,9  | 025,9             |
| 03.     | Daniela Iraschko   | 74,5 (3)  | 190,0 (5)   | 201,5 (3)  | 197,1 (5)   | 34,5 (7)   | 697,6  | 070,2             |
| 04.     | Eva Ganster        | 39,5 (12) | 195,5 (4)   | 199,5 (4)  | 217,5 (2)   | 37,5 (3)   | 689,5  | 078,3             |
| 05.     | Helena Olsson      | 44,0 (10) | 206,5 (2)   | 182,0 (8)  | 215,9 (3)   | 22,5 (12)  | 670,9  | 096,9             |
| 06.     | Izumi Yamada       | 67,0 (4)  | 170,5 (7)   | 183,5 (7)  | 204,4 (4)   | 07,0 (22)  | 632,4  | 135,4             |
| 07.     | Yoshiko Kasai      | 58,0 (6)  | 180,0 (6)   | 186,5 (6)  | 170,6 (10)  | 30,0 (9)   | 625,1  | 142,7             |
| 08.     | Kristin Schmidt    | 41,0 (11) | 156,5 (8)   | 139,0 (14) | 169,8 (11)  | 36,5 (4)   | 542,8  | 225,0             |
| 09.     | Heidi Roth         | 53,0 (9)  | 144,0 (10)  | 132,0 (17) | 164,9 (13)  | 26,0 (11)  | 519,9  | 247,9             |
| 10.     | Elizabeth Szotyori |           | 156,5 (8)   | 150,5 (11) | 165,7 (12)  | 26,5 (10)  | 499,2  | 268,6             |
| 11.     | Tanja Volčjak      | 59,0 (5)  |             | 175,0 (9)  | 191,4 (7)   | 33,5 (8)   | 458,9  | 308,9             |
| 12.     | Erika Westlund     | 56,5 (8)  | 118,0 (11)  | 134,0 (16) | 116,6 (21)  | 09,5 (17)  | 434,6  | 333,2             |
| 13.     | Heli Pomell        |           |             | 192,0 (5)  | 177,8 (9)   | 35,0 (6)   | 404,8  | 363,0             |
| 14.     | Veronica Mhyra     |           | 108,5 (13)  | 138,0 (15) | 117,9 (20)  | 04,5 (23)  | 368,9  | 398,9             |
| 15.     | Lindsey Van        |           |             | 142,5 (13) | 185,5 (8)   | 36,5 (4)   | 364,5  | 403,3             |
| 16.     | Johanna Junka      | 37,0 (13) | 105,0 (14)  | 083,0 (24) | 125,3 (17)  | 09,5 (17)  | 359,8  | 408,0             |
| 17.     | Linda Eriksson     | 28,5 (14) | 109,0 (12)  | 071,5 (25) | 126,6 (16)  | 08,5 (20)  | 344,1  | 423,7             |
| 18.     | Satu Timonen       |           |             | 156,5 (10) | 159,5 (14)  | 14,0 (15)  | 330,0  | 437,8             |
| 19.     | Molly Stone        |           | 088,5 (15)  | 110,0 (18) | 098,5 (23)  | 18,5 (13)  | 315,5  | 452,3             |
| 20.     | Line Jahr          |           |             | 147,0 (12) | 131,8 (15)  | 17,5 (14)  | 296,3  | 471,5             |
| 21.     | Marie Pierre Morin |           | 082,5 (16)  | 102,0 (19) | 083,7 (25)  | 13,5 (16)  | 281,7  | 486,1             |
| 22.     | Catharina Tikka    |           |             | 102,0 (19) | 121,8 (18)  | 08,5 (20)  | 232,3  | 535,5             |
| 23.     | Camilla Larsson    |           |             | 091,5 (22) | 119,6 (19)  | 09,0 (19)  | 220,1  | 547,7             |
| 24.     | Kristiina Suokas   |           |             | 101,5 (21) | 113,6 (22)  |            | 215,1  | 552,7             |
| 25.     | Marianne Uusitalo  |           |             | 085,5 (23) | 086,8 (24)  | 04,0 (24)  | 176,3  | 591,5             |
| 26.     | Maria Östrand      | 19,0 (15) |             | 062,0 (26) | 048,4 (27)  | –1,0 (26)  | 128,4  | 639,4             |
| 27.     | Michaela Schmidt   | 83,5 (1)  |             |            |             |            | 83,5   | 684,3             |
| 28.     | Linda Achorner     |           |             |            | 079,4 (26)  | 03,0 (25)  | 82,4   | 685,4             |
| 29.     | Monika Sørensen    |           |             |            | 022,9 (28)  | –10,5 (27) | 12,4   | 755,4             |

## Składy reprezentacji
Poniższa tabela zawiera składy wszystkich dziewięciu reprezentacji, które uczestniczyły w FIS Ladies Grand Tournee 1999. W nawiasie obok nazwy kraju podana została liczba zawodniczek z poszczególnych państw. W tabeli przedstawiono wyniki zajmowane przez zawodniczki we wszystkich konkursach.
| Zawodniczka           | Data urodzenia       | Starty w FLGT 1999 | Starty w FLGT 1999 | Starty w FLGT 1999 | Starty w FLGT 1999 | Starty w FLGT 1999 | Źródło |
| Zawodniczka           | Data urodzenia       | Braunlage          | Baiersbronn        | Schönwald          | Breitenberg        | Ramsau             | Źródło |
| --------------------- | -------------------- | ------------------ | ------------------ | ------------------ | ------------------ | ------------------ | ------ |
| Austria (4)           |                      |                    |                    |                    |                    |                    |        |
| Linda Achorner        | b.d.                 | –                  | –                  | –                  | 26                 | 25                 |        |
| Eva Ganster           | 30 marca 1978        | 12                 | 4                  | 4                  | 2                  | 3                  | [ 21 ] |
| Daniela Iraschko      | 21 listopada 1983    | 3                  | 5                  | 3                  | 5                  | 7                  | [ 22 ] |
| Sandra Kaiser         | 2 lutego 1983        | 7                  | 1                  | 1                  | 1                  | 2                  | [ 23 ] |
| Finlandia (4)         |                      |                    |                    |                    |                    |                    |        |
| Heli Pomell           | 28 lutego 1982       | –                  | –                  | 5                  | 9                  | 6                  | [ 24 ] |
| Kristiina Suokas      | 21 lutego 1982       | –                  | –                  | 21                 | 22                 | –                  | [ 25 ] |
| Satu Timonen          | 1983                 | –                  | –                  | 10                 | 14                 | 15                 |        |
| Marianne Uusitalo     | 1978                 | –                  | –                  | 23                 | 24                 | 24                 |        |
| Japonia (2)           |                      |                    |                    |                    |                    |                    |        |
| Yoshiko Kasai         | 4 listopada 1980     | 6                  | 6                  | 6                  | 10                 | 9                  | [ 27 ] |
| Izumi Yamada          | 28 sierpnia 1978     | 4                  | 7                  | 7                  | 4                  | 22                 | [ 28 ] |
| Kanada (1)            |                      |                    |                    |                    |                    |                    |        |
| Marie Pierre Morin    | b.d.                 | –                  | 16                 | 19                 | 25                 | 16                 |        |
| Niemcy (3)            |                      |                    |                    |                    |                    |                    |        |
| Heidi Roth            | 11 października 1984 | 9                  | 10                 | 17                 | 13                 | 11                 | [ 29 ] |
| Kristin Schmidt       | 18 października 1983 | 11                 | 8                  | 14                 | 11                 | 4                  | [ 30 ] |
| Michaela Schmidt      | 27 listopada 1983    | 1                  | –                  | –                  | –                  | –                  | [ 31 ] |
| Norwegia (2)          |                      |                    |                    |                    |                    |                    |        |
| Line Jahr             | 16 stycznia 1984     | –                  | –                  | 12                 | 15                 | 14                 | [ 32 ] |
| Monika Sørensen       | b.d.                 | –                  | –                  | –                  | 28                 | 27                 |        |
| Słowenia (1)          |                      |                    |                    |                    |                    |                    |        |
| Tanja Volčjak         | 1984                 | 5                  | –                  | 9                  | 7                  | 8                  | [ 34 ] |
| Stany Zjednoczone (5) |                      |                    |                    |                    |                    |                    |        |
| Karla Keck            | 30 lipca 1975        | 2                  | 3                  | 2                  | 6                  | 1                  | [ 35 ] |
| Veronica Mhyra        | 1984                 | –                  | 13                 | 15                 | 20                 | 23                 |        |
| Molly Stone           | b.d.                 | –                  | 15                 | 18                 | 23                 | 13                 |        |
| Elizabeth Szotyori    | 1979                 | –                  | 8                  | 11                 | 12                 | 10                 |        |
| Lindsey Van           | 27 listopada 1984    | –                  | –                  | 13                 | 8                  | 4                  | [ 36 ] |
| Szwecja (7)           |                      |                    |                    |                    |                    |                    |        |
| Linda Eriksson        | 1981                 | 14                 | 12                 | 25                 | 16                 | 20                 | [ 38 ] |
| Johanna Junka         | 1982                 | 13                 | 14                 | 24                 | 17                 | 17                 |        |
| Camilla Larsson       | b.d.                 | –                  | –                  | 22                 | 19                 | 19                 |        |
| Helena Olsson         | 15 listopada 1983    | 10                 | 2                  | 8                  | 3                  | 12                 | [ 39 ] |
| Maria Östrand         | 1981                 | 15                 | –                  | 26                 | 27                 | 26                 |        |
| Catharina Tikka       | 1982                 | –                  | –                  | 19                 | 18                 | 20                 |        |
| Erika Westlund        | 1983                 | 8                  | 11                 | 16                 | 21                 | 17                 |        |